# Automolis diffusa
Automolis diffusa är en fjärilsart som beskrevs av Abel Dufrane 1952. Automolis diffusa ingår i släktet Automolis och familjen björnspinnare. Inga underarter finns listade i Catalogue of Life.